# Michał Kirmuć
Michał Kirmuć (ur. 18 listopada 1976) – polski muzyk rockowy i dziennikarz muzyczny.
W 1992 rozpoczął pracę w magazynie „Tylko Rock”. Był z nim związany do jego zamknięcia w 2002, stając się z czasem jednym z głównych autorów. W 2003 współtworzył miesięcznik „Teraz Rock”. Wśród muzyków, z którymi przeprowadził wywiady byli Sting, członkowie zespołów Queen, Genesis, Depeche Mode, Iron Maiden, Scorpions, Muse czy Arctic Monkeys. Jako dziennikarz i fotograf koncertowy publikował również na łamach magazynów: „Mystic Art”, „Metal Hammer”, „iAM”, dziennika „Życie Warszawy”. Współpracował z „Przeglądem Reader's Digest”. Jest współautorem „Antologii Polskiej Muzyki Elektronicznej” opublikowanej przez Narodowe Centrum Kultury. 
Od 2013 prowadził autorską audycję „Electrocity” w radiu Rocktime.pl, zaś od 2018 „Rock Sterowany Napięciem” w radiu Rockserwis.fm. W latach 2020–2023 był dziennikarzem Programu III Polskiego Radia, prowadząc audycje „Nocny przegląd myśli”, „Trójka budzi”.
Michał Kirmuć jest także czynnym muzykiem. W latach 90. grał na perkusji w progresywnej formacji Talath Dirnen. W późniejszych latach tworzył autorski projekt Metropolis oraz występował w zespole dziennikarzy Jedynie Skała. W 2011 dołączył jako gitarzysta do Strawberry Fields, a w 2015 do zespołu Collage. Od 2011 jako perkusista, a później także gitarzysta jest członkiem brytyjskiej grupy Red Box, nagrywając z nią między innymi album „Chase The Setting Sun”. Pracował także jako akustyk, członek ekipy technicznej i przedstawiciel promotora. Był dyrektorem artystycznym jednej z edycji koncertu „Rock Niepodległości”. Przez blisko dwadzieścia lat zasiadał w jury festiwalu w Węgorzewie. Jest właścicielem warszawskiego studia nagrań Polifon Studio oraz wydawnictwa Polifon Records.